# Nesthy Petecio
Nesthy Petecio y Alcayde (Dávao, Filipinas, 11 de abril de 1992)es una boxeadora olímpica filipina de peso pluma que consiguió la medalla de plata en los Juegos Olímpicos de Tokio 2020.

## Biografía
Empezó a boxear a los 11 años inspirada en el boxeador, también filipino, Manny Pacquiao y animada por su padre, también boxeador y siendo su primer rival un hombre.
Petecio es abiertamente lesbiana y en la actualidad es la única boxeadora aficionada filipina LGBTQ conocida que forma parte de la selección nacional.
En el año 2007, con 15 años, consiguió ganar el título de campeona de Filipinas y entró a formar parte de la selección nacional. Su primera medalla internacional fue una plata en los Juegos del Sudeste Asiático en el año 2009, cuando tenía 17 años.
En octubre de 2019 se proclamó campeona del mundo y en 2014 fue subcampeona mundial. Es la primera boxeadora de Filipinas en conseguir una medalla y la primera medalla olímpica para Filipinas en boxeo desde los Juegos Olímpicos de Atlanta 1996, donde Onyok Velasco consiguió la medalla de plata.
Tras la consecución de su medalla olímpica, la dedicó a su país, entrenador y a toda la comunidad LGBTQ con el siguiente texto:
"Para rin po sa LGBTQ community ang laban na 'to. Sulong, laban!" "Esta victoria es para la comunidad LGBTQ, ¡vamos a luchar!"

## Palmarés internacional
| Juegos Olímpicos              | Juegos Olímpicos      | Juegos Olímpicos  | Juegos Olímpicos |
| Año                           | Lugar                 | Medalla           | Peso             |
| ----------------------------- | --------------------- | ----------------- | ---------------- |
| 2021                          | Tokio ( Japón)        | Medalla de plata  | Peso pluma       |
| 2024                          | París ( Francia)      | Medalla de bronce | Peso pluma       |
| Campeonato del Mundo de Boxeo |                       |                   |                  |
| Año                           | Lugar                 | Medalla           | Peso             |
| 2019                          | Ulán-Udé ( Rusia)     | Medalla de oro    | Peso pluma       |
| 2014                          | Jeju ( Corea del Sur) | Medalla de plata  | Peso pluma       |